# 김영서 (배우)
김영서는 대한민국의 배우이다.

## 학력
- 조선대학교

## 출연 작품

### 영화
- 《엄마의 공책》 (2018년) - 아토피 아이의 엄마 역
- 《푸른노을》 (2017년) - 남우아내 역
- 《로마의 휴일》 (2017년) - 여주인 역
- 《어떤 하루》 (2017년)
- 《지렁이》 (2017년) - 도우미 1 역
- 《사랑하기 때문에》 (2017년) - 할매딸 역
- 《청춘과부》 (2016년)
- 《부산행》 (2016년) - 생존자 역
- 《하프》 (2016년) - 마담 역
- 《뷰티 인사이드》 (2015년) - 우진 51 역
- 《마담 뺑덕》 (2014년) - 도박사 6 역
- 《마이보이》 (2014년) - 아이엄마 역

### 연극
- 《거장과 마르가리타》
- 《스탑 키스》
- 《무엇을 할 것인가》
- 《거짓말 게임》
- 《옹점이》
- 《푸르가토리움》

### 광고
- 다우니
- 썬키스트 칵테일